# Binasco
Binasco település Olaszországban, Lombardia régióban, Milánó megyében. Lakosainak száma 7079 fő (2023. január 1.). Binasco Casarile, Lacchiarella, Rozzano, Vernate, Zibido San Giacomo és Noviglio községekkel határos.

## Népesség
A település népességének változása:
| Lakosok száma | 7189 | 7251 | 7257 | 7079 |
|               | 2013 | 2017 | 2018 | 2023 |